# うてなまさたか
うてな まさたか（臺 勝隆）は、日本映画の装飾担当者。東京都出身。

## 経歴
1985年頃からCMの現場でアルバイトをしていたが、黒澤明監督の夢の撮影現場を見学した事で映画の世界に魅了され映画業界に入る。1990年に黒澤組の現場で紹介された小道具担当の浜村幸一氏が主宰する株式会社たぬき工房に加わり黒澤組や市川組、大林組などの大作のほかテレビドラマなど数多くの作品で現場を経験し、1995年からフリーランスとなる。以後一貫して装飾小道具を続けるが、2007年から2024年の間は東宝映像美術の社員として活動する。現在は再びフリーランスとなっている。
前述の黒澤明や市川崑のほか堀川弘通、熊井啓、山田洋次、降旗康男、滝田洋二郎、根岸吉太郎、森田芳光、金子修介などの巨匠監督の作品に参加するのと同時に市川準、中島哲也、阪本順治、山本廸夫、高瀬昌弘、田中登、松尾昭典、小沼勝、木下亮などのCM作品やテレビドラマ演出にシフトした監督作品にも参加している。また重光亨彦や深町幸男、久世光彦、水田伸生、若松節朗などのテレビ局出の演出作品や青山真治、今泉力哉などの作家性が高い作品にも参加するなど、経験した作品の種類、数は多岐にわたっている。

## 担当作品

### 小道具・装飾助手
- 1990年 -  愛と哀しみの海(戦艦大和の悲劇)
- 1991年 -  兜-KABUTO-
- 1992年 - パ★テ★オ-劇場版、奇跡の山、金山大爆破
- 1993年 - 帰って来た木枯し紋次郎、真実一路
- 1996年 - 八つ墓村
- 1997年 -  誘拐、ラヂオの時間、ピーター・グリーナウェイの枕草子
- 1998年 -  絆、ショムニ-劇場版
- 1999年 -  メッセンジャー、ゴジラ2000ミレニアム
- 2000年 -  ゴジラ×メガギラスG消滅作戦、クロスファイア
- 2002年 -  海は見ていた
- 2003年 -  陰陽師Ⅱ、さよなら,クロ、逃亡
- 2006年 -  武士の一分
- 2007年 -  椿三十郎
- 2008年 -  おくりびと
- 2009年 -  釣りキチ三平
- 2010年 -  INJU-陰獣-

### 装飾
- 2002年 -  黒い十人の女
- 2003年 -  娘の結婚
- 2005年 -  蟬しぐれ、電車男
- 2006年 -  酒井家のしあわせ、犬神家の一族
- 2009年 -  なくもんか
- 2010年 -  ボックス、動物の狩り方(ndjc)
- 2012年 -  綱引いちゃった！
- 2013年 - 燦燦-さんさん-、 県庁おもてなし課、世田谷区,39丁目(ndjc)
- 2014年 -  リトル・フォレスト
- 2016年 -  FOUJITA
- 2017年 -  ふたりの旅路、ラストレシピ～麒麟の下の記憶～、はなくじらちち(ndjc)
- 2018年 -  パンとバスと二度目のハツコイ
- 2019年 -  愛がなんだ、柴公園
- 2020年 -  みをつくし料理帖
- 2023年 -  アンダーカレント
- 2024年 -  からかい上手の高木さん、七夕の国
- 2025年 -  遺書、公開。

その他、装飾管理
- 1991年 -  八月の狂詩曲　(装飾応援)
- 1994年 -  ゴジラVSモスラ　(電飾応援)
- 1995年 -  まあだだよ　(電飾応援)
- 2011年 -  岳、東京公園、ロック 〜わんこの島〜、神様のカルテ、セカンドバージン-劇場版　(装飾管理)
- 2012年 - ロボジー、僕等がいた、宇宙兄弟、あなたへ　(装飾管理)
- 2013年 - プラチナデータ、リアル〜完全なる首長竜の日〜、奇跡のリンゴ、共喰い　(装飾管理)
- 2014年 - 神様のカルテ2、WOOD JOB!〜神去なあなあ日常〜、アオハライド、春を背負って　(装飾管理)
- 2015年 - 幕が上がる、ストロボエッジ、ラブ&ピース、進撃の巨人　(装飾管理)
- 2016年 - 信長協奏曲-劇場版、僕だけがいない街、青空エール、真田十勇士、ボクの妻と結婚してください。-劇場版　(装飾管理)
- 2017年 - チア☆ダン、家族はつらいよ2、忍びの国、亜人、鋼の錬金術師　(装飾管理)
- 2018年 - 坂道のアポロン、曇天に笑う、家族はつらいよ3、羊と鋼の森、空飛ぶタイヤ、検察側の罪人　(装飾管理)
- 2019年 - 雪の華、フォルトゥナの瞳、見えない目撃者、男はつらいよ お帰り 寅さん　(装飾管理)　 Los Japon<スペイン映画>　(美術マネージャー)
- 2020年 - 初恋、弥生、三月、八王子ゾンビーズ、思い思われふりふられ、空に住む　(装飾管理)
- 2021年 - 群青戦記、奥様は取り扱い注意、太陽の子　(装飾管理)
- 2022年 - ぼくらのサバイバルウォーズ、鋼の錬金術師復讐者スカー、鋼の錬金術師最後の錬成、アキラとあきら　（装飾管理)
- 2023年 - なのに千輝くんが甘すぎる　(装飾管理)、夜明けのすべて（装飾管理）
- 2024年 - ミライへキミト（装飾管理）